# Frogg Café
Frogg Café ist eine US-amerikanische Jazzrock-Band, die aus der 1998 gegründeten Band Lumpy Gravy hervorging. Am 2. Juli 2010 erschien ihr fünftes Studioalbum Bateless Edge auf 10T Records.

## Geschichte
Schlagzeuger und Perkussionist James Guarneri trat Lumpy Gravy, die bis dahin in und um New York City als Frank-Zappa-Coverband tätig war, im Jahr 2000 bei. Zu dieser Zeit war das Quartett im Wandel begriffen und änderte seinen Namen anschließend in „Frogg Café“.

## Stil und Rezeption
Auch nach der Auflösung von Lumpy Gravy blieben die Einflüsse Frank Zappas in der durchaus eigenständigen Musik Frogg Cafés hörbar, die durch Anleihen an die Progressive-Rock-Bands der 70er Jahre wie etwa Camel, Gentle Giant und Kansas. Besonders deutlich wird dies auf dem zweiten Album Creatures; so schreibt etwa Rod Chappell:

“Frogg Café's second CD entitled Creatures is a blend of all of the elements that made prog music great in the days when Yes' Close To Edge, Genesis' Selling England…, Gentle Giant's Free Hand and Zappa's Overnight Sensation, to name a few, were brand new. However, Frogg are not a cheap rip off, they are a very original band creating something all their own. (...) Their Zappa/jazz influence is evident in the opening of the tune („Creatures“).”

„Frogg Cafés zweite CD, „Creatures“ benannt, ist eine Melange aus all den Elementen, die die Progressive-Rock-Musik groß gemacht haben, als Yes' „Close to the Edge“, Genesis' „Selling England by the Pound“, Gentle Giants „Free Hand“ und (Frank) Zappas „Overnight Sensation“, um nur ein paar zu benennen, brandneu waren. Jedoch sind Frogg Café keine bloße Imitation, sie sind eine sehr originelle Band, die ihr eigenes Ding machen. (...) Ihr Zappa-/Jazzeinfluss ist in der Eröffnung des Stückes (Creatures) deutlich zu hören.“

Eine Abkehr von diesem Schema erfolgte erst in dem 2010 erschienenen Album Bateless Edge, das vermehrt auf Elemente aus RIO und Retro-Prog setzt.

## Erfolg
Bekanntheit bei einem größeren Publikum erlangte die Band auf dem NEARfest 2005, auf dem sie gemeinsam mit Kerry Livgren von Kansas auftraten. Dennoch und trotz durchweg positiver Kritiken hat Frogg Café noch immer den Status eines Geheimtipps inne.

## Diskografie
Alben
- 2001: Frogg Café
- 2003: Creatures
- 2004: Noodles
- 2005: Fortunate Observer of Time
- 2007: The Safenzee Diaries (live; 10T Records)
- 2010: On the Lillypadd (nur als Download erhältlich; teilw. live; 10T Records)
- 2010: Bateless Edge (10T Records)